# Musée départemental Alexandre-Franconie
Le musée départemental Alexandre-Franconie, labellisé « musée de France », est situé à Cayenne en Guyane. Il présente des collections diverses dans les domaines de l'histoire naturelle, de l'archéologie, de l'ethnographie et de l'histoire locale. C'est un musée de type colonial comme il en a été créé dans le monde entier au cours du XIXe siècle.

## Bâtiment
Le musée est situé dans l'Immeuble Franconie, inscrit aux monuments historiques par arrêté du 8 mars 1986, il a aussi reçu le label des Maisons des Illustres en 2011. La maison appartenait à la famille Franconie, installée en Guyane depuis le XVIIIe siècle. L'immeuble est bâti entre 1824 et 1842. La partie la plus ancienne de l'immeuble présente un plan en U donnant sur un petit jardin intérieur. Des escaliers le long de l'avenue De Gaulle et une rampe d'accès pour les personnes à mobilités réduites permettent d'accéder au musée et à la bibliothèque. Comme la plupart des maisons créoles, la construction est faite d'une ossature en bois avec un remplissage de briques. Le musée se prolonge par une extension inaugurée en 2003.
Philanthrope et humaniste, Alexandre Franconie avait rassemblé une importante bibliothèque et de nombreux objets de Guyane. Son fils, le député Gustave Franconie, a vendu l’immeuble de famille en 1885 à l'administration locale et la bibliothèque est léguée pour créer celle qui porte encore son nom.

## Historique du musée

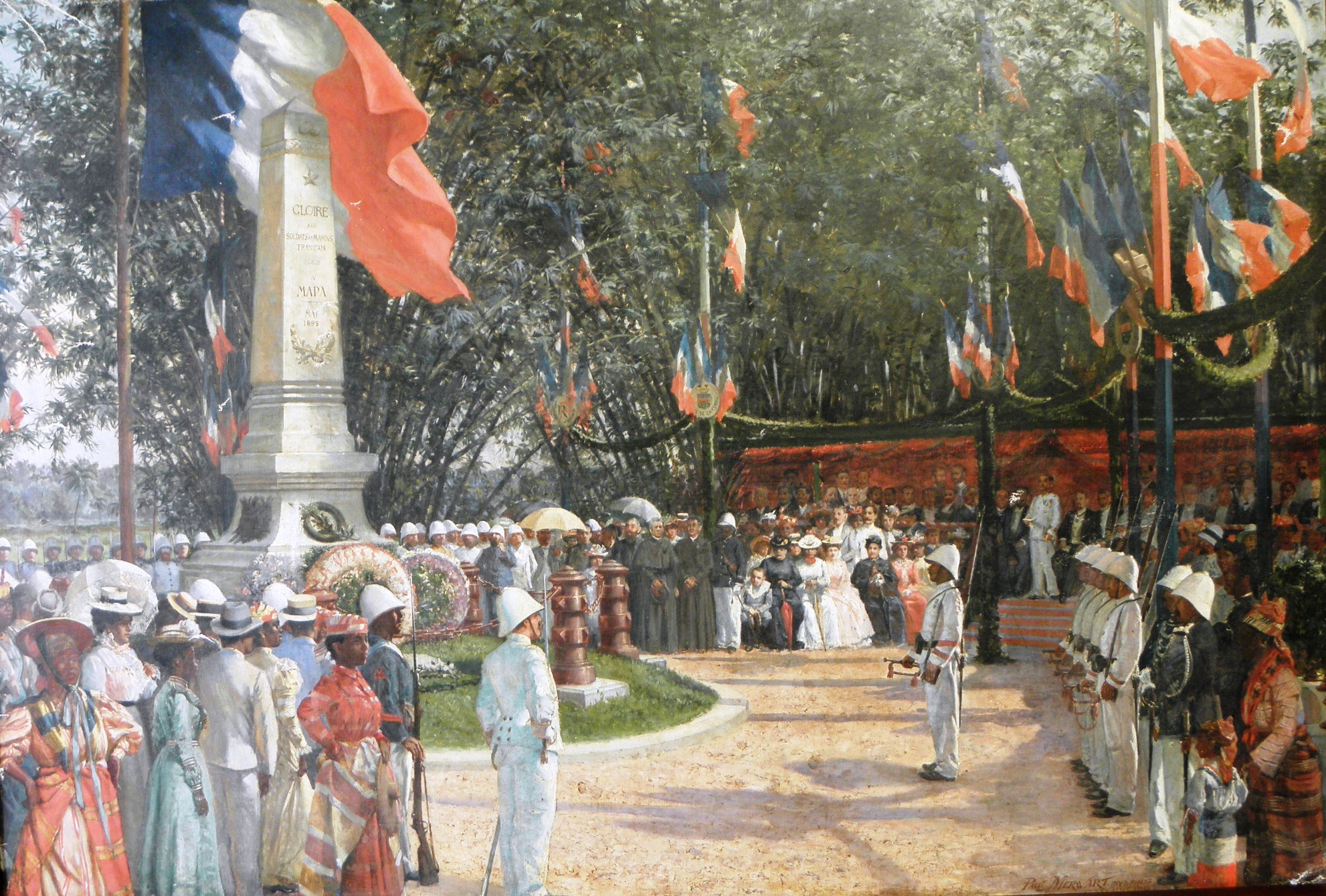
Paul Merwart, Inauguration au cimetière de Cayenne, le 31 août 1901 du monument commémoratif de la collision meurtrière survenue le 5 mai 1895 à Mapa entre les troupes françaises et une bande d'irréguliers armés (1902).

Le musée Alexandre-Franconie a été créé en 1901 à l'initiative du gouverneur Émile Merwart. À la suite du succès du pavillon de la Guyane à l'exposition universelle de 1900 à Paris, le gouverneur décide d'ouvrir à Cayenne un musée avec pour ambition de présenter la Guyane. Ce nouveau musée est aussi destiné à remplacer un premier musée détruit en 1888 par le dernier grand incendie de Cayenne. Il est inauguré sous le nom de Musée local le 15 octobre 1901, à l'occasion de la fête patronale de la ville. Sa gestion est confiée à un comité de patronage et Eugène Bassière (1869-1960) est nommé au poste de conservateur.
Les objets qui forment la première collection proviennent du lot rassemblé pour l'Exposition universelle, des collections de l'ancien musée détruit (parmi eux des tableaux donnés par Victor Schœlcher), de quelques objets ayant appartenu à Alexandre Franconie et des premiers dons effectués par des notables, parmi lesquels le gouverneur lui-même et son frère Paul Merwart, artiste peintre. Les premières collections d'histoire naturelle sont constituées de dépouilles de chasse offertes par les habitants et naturalisés ensuite.

## Collections
Le musée Franconie regroupe aujourd'hui des collections dans les domaines de :
- l'histoire naturelle (faune, flore, minéralogie de Guyane) ;
- l'archéologie ;
- l'ethnologie ;
- l'histoire locale.

Des ensembles sont particulièrement remarquable comme la collection d'insectes du père Yves Barbotin qui comporte près de 4 000 spécimens, les urnes funéraires archéologiques de la culture Aristé provenant de la commune de Ouanary, ou encore les peintures du bagnard Francis Lagrange, dit Flag, représentant des scènes du bagne.

## Avenir du musée

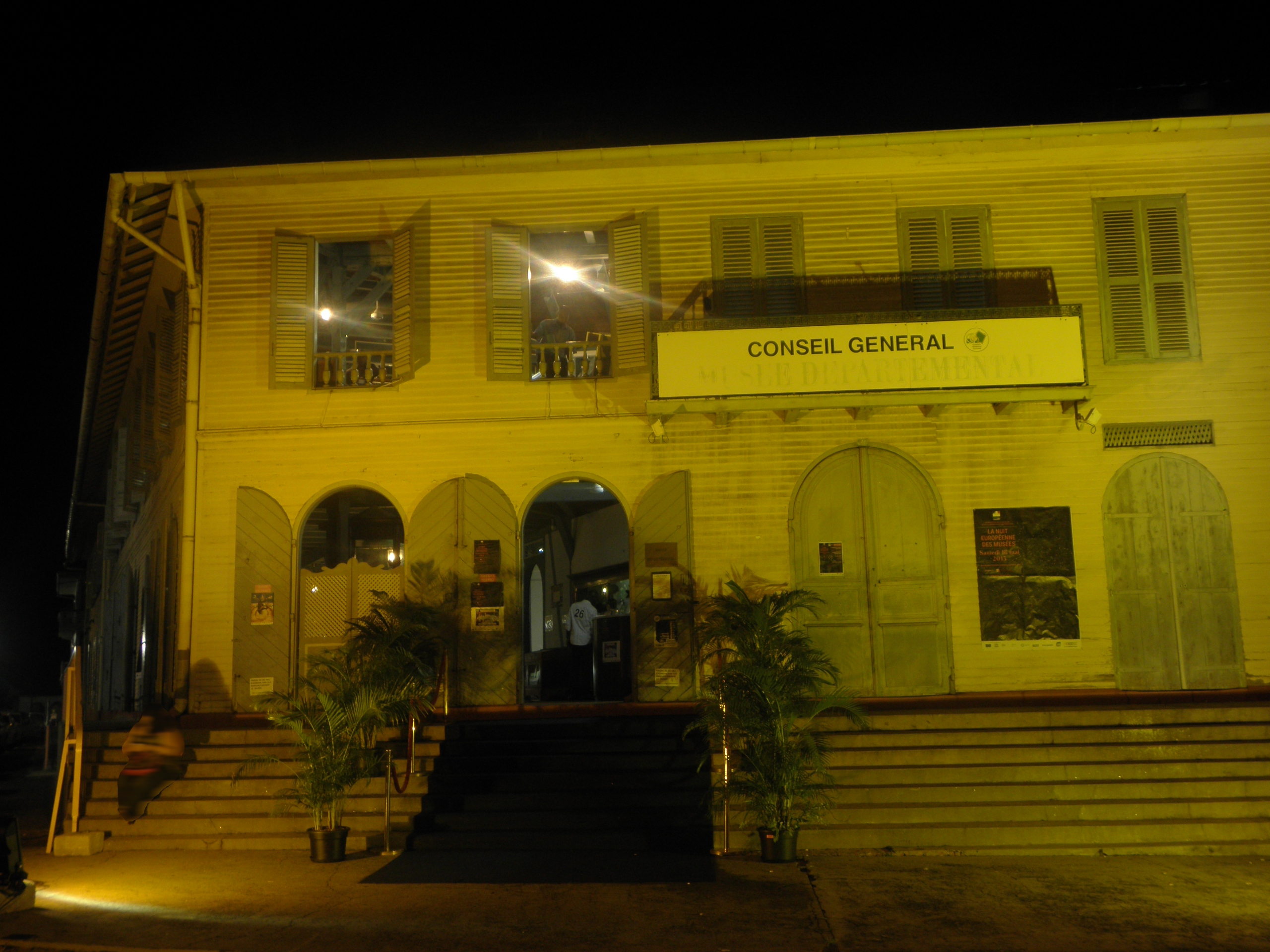
Nuit des musées 2013.

Le conseil général de la Guyane, la Région Guyane et l’État ont signé une convention pour réhabiliter l'hôpital Jean-Martial afin qu'il devienne la Maison des cultures et des mémoires de Guyane. Cette nouvelle entité rassemblera plusieurs institutions existantes telles que le musée départemental mais aussi le musée des Cultures Guyanaises, les archives départementales et le Service régional de l'inventaire. La partie réservée au public sera à Jean-Martial. Au stade du concours, les équipes d'architectes retenues étaient Lacaton et Vassal, Reichen et Robert, Moreau Kusunoki et Jakob + MacFarlane. Le projet lauréat est celui du cabinet Moreau Kusunoki.
Les réserves muséales, les ateliers de restauration et la partie conservation-consultation des archives seront sur la commune Remire-Montjoly. Pour ce site, les travaux ont symboliquement débuté le lundi 27 juillet 2015.